# Giuliano Alesi
Giuliano Ryu Alesi (Avinhão, 20 de setembro de 1999) é um automobilista francês que atualmente compete na Super GT pela equipe TGR Team Deloitte TOM'S. Foi membro da Ferrari Driver Academy de 2016 a 2021. Ele é filho do ex-piloto da Fórmula 1, Jean Alesi.

## Biografia
Giuliano Ryu Alesi nasceu em 20 de setembro de 1999, em Avignon, França. Seu pai é o ex-piloto Jean Alesi, que competiu na entre 1989 e 2001, e é diretor do Circuito Paul Ricard desde 2023. Sua mãe é a modelo, atriz e ex-cantora pop japonesa Kumiko Goto. Ele tem quatro irmãos: uma meia-irmã mais velha do primeiro casamento de seu pai, outra irmã mais velha chamada Helena, que é atriz, e um irmão mais novo chamado John. Giuliano tem ascendência italiana da parte de pai, e japonesa da parte de mãe, e fala inglês, francês, italiano e japonês fluentemente.
Na busca por financiamento para a carreira de Giuliano, Jean chegou a vender uma Ferrari F40 para cobrir as despesas do filho.

## Carreira

### Kart
Alesi começou no kart aos 13 anos, competindo nas categorias KF3 e KF Junior.

### Fórmula 4
Em março de 2015, foi anunciado que Alesi passaria do kart para os monopostos, ao disputar o Campeonato Francês de Fórmula 4. Na primeira corrida, ele conquistou a pole position e venceu, além de marcar a volta mais rápida. Ele garantiu mais duas vitórias e terminou em segundo na categoria júnior e em quarto na classificação geral.

### GP3 Series

#### 2016
Em dezembro de 2015, Alesi participou dos testes de pós-temporada da GP3 com a Arden International e a Jenzer Motorsport, e foi anunciado que ele estaria pilotando para a categoria no ano seguinte. Em fevereiro de 2016, foi anunciado que Alesi correria com a Trident, com ele sendo companheiro de Antonio Fuoco, Artur Janosz e Sandy Stuvik. Depois de várias corridas no final do grid, Alesi marcou seu primeiro ponto na GP3 Series na corrida principal de Spa-Francorchamps. Encerrou a temporada em vigésimo segundo lugar, sendo o pior piloto da Trident no ano.

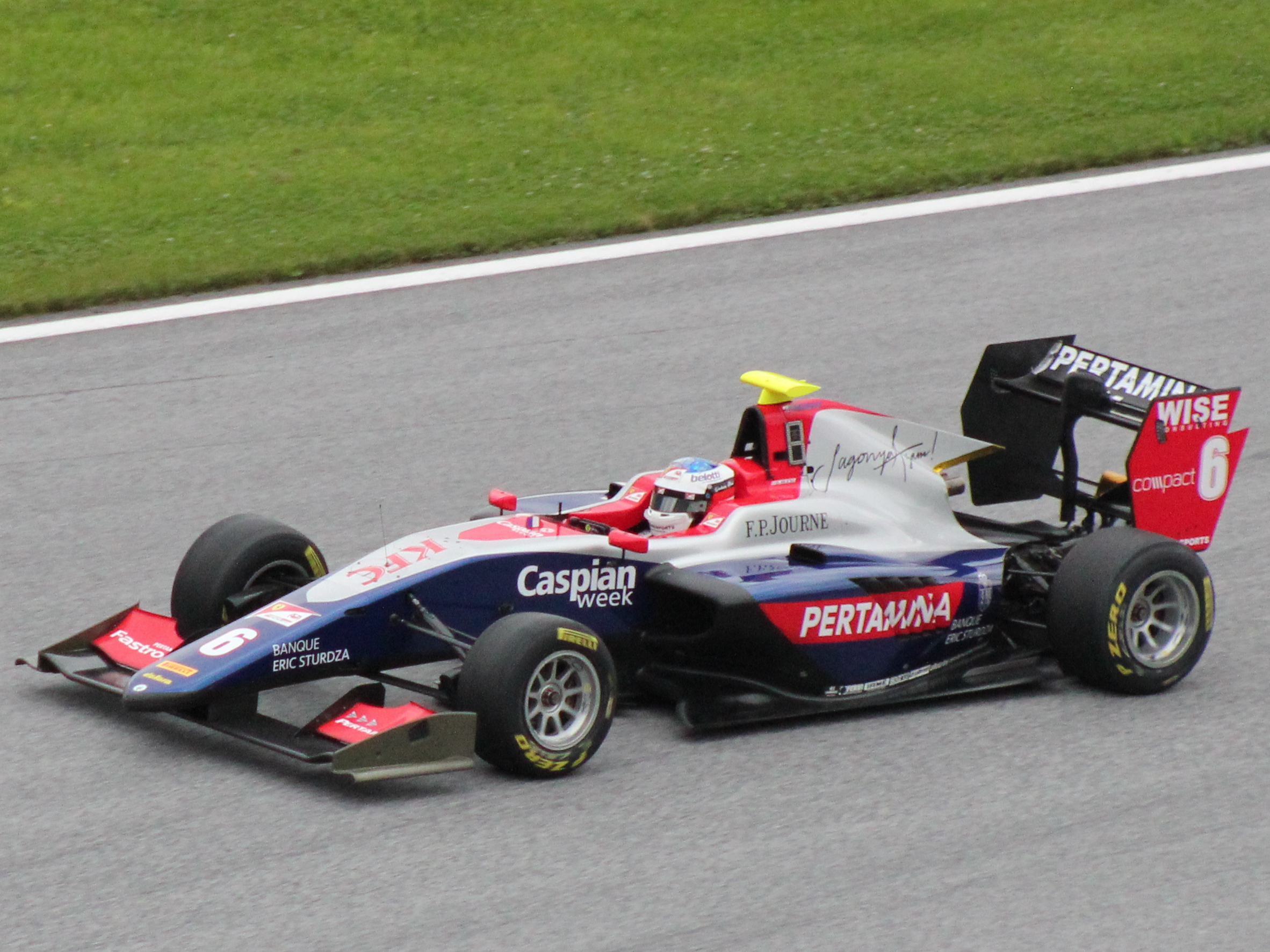
Alesi no Red Bull Ring em 2018

Alesi permaneceu na GP3 na temporada de 2017, mais uma vez pilotando pela Trident e sendo companheiro de Kevin Jörg, Ryan Tveter e de Dorian Boccolacci. Após conquistar seu primeiro pódio ao chegar em segundo no Red Bull Ring, o francês obteve a sua primeira vitória na corrida sprint em Silverstone. Em seguida, conquistou outra vitória na corrida curta em Hungaroring, com a terceira vitória saindo na sprint de Spa-Francorchamps. Ele terminou em quinto na classificação, tendo conquistado mais pontos em dois dos três eventos finais, e se consolidou como o melhor piloto da Trident da temporada.
Em 2018, Alesi fez a sua terceira temporada na GP3 com a Trident, sendo mais uma vez companheiro de Ryan Tveter e também de Pedro Piquet, Alessio Lorandi e mais tarde, de David Beckmann. Alesi venceu a corrida curta de Barcelona e subiu ao pódio em outras três ocasiões: na corrida longa de Paul Ricard, em que foi terceiro colocado, e nas corridas curtas de Silverstone e de Monza, nas quais foi segundo colocado. Ele marcou 100 pontos e terminou em sétimo na classificação, com apenas seis pontos de desvantagem para Piquet, sexto colocado, mas superando Tveter, o outro piloto da Trident em tempo integral, por 31 pontos.

### Fórmula 2

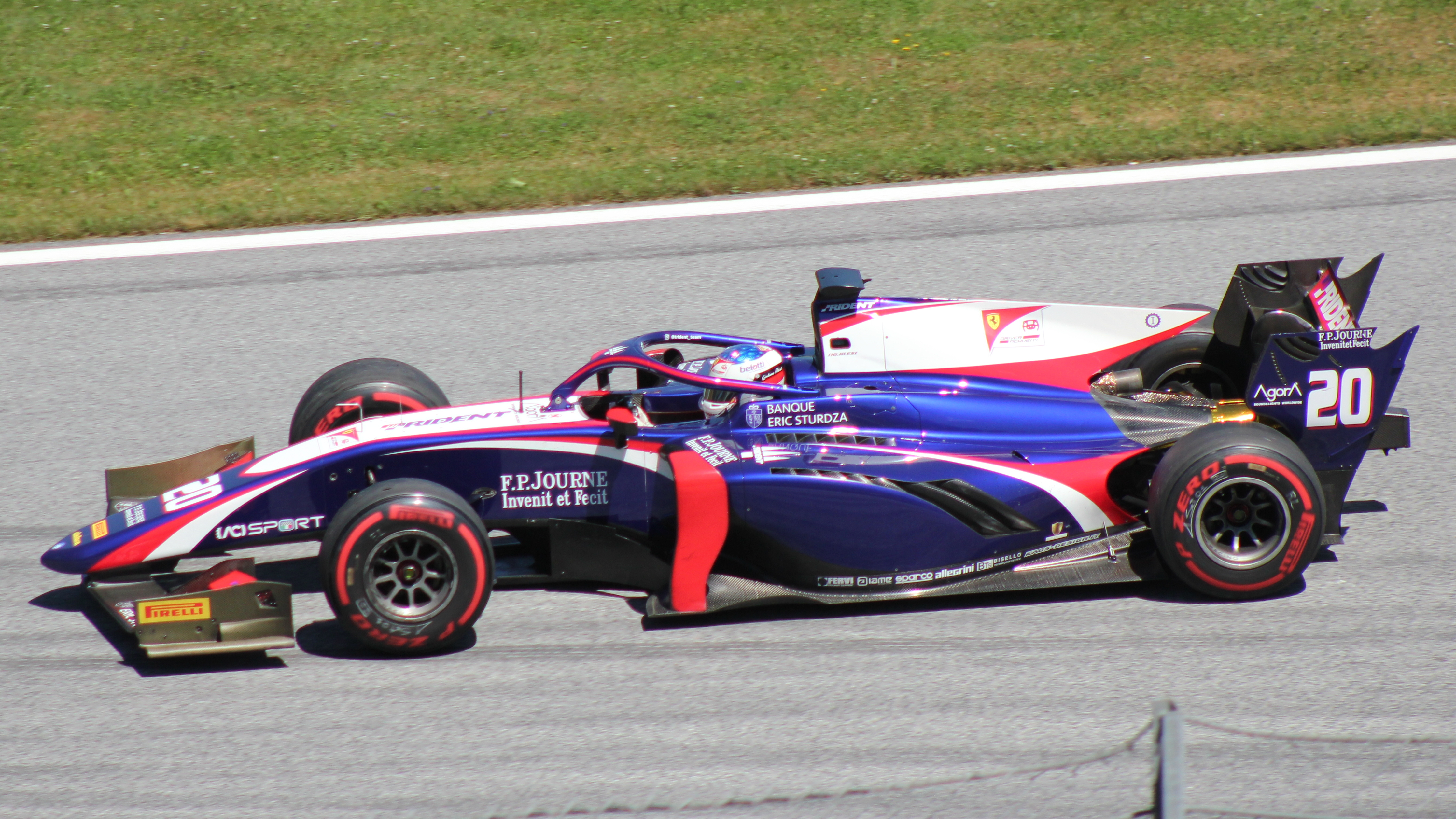
Alesi na etapa austríaca da F2 de 2019

Em 8 de dezembro de 2018, a Trident Racing anunciou que Alesi pilotaria pela equipe no Campeonato de Fórmula 2 da FIA de 2019, ao lado de Ralph Boschung. Alesi teve um início de temporada lento, marcando apenas um ponto durante a primeira metade da temporada, na corrida principal de Paul Ricard. Ele também esteve envolvido no acidente que vitimou Anthoine Hubert na rodada de Spa-Francorchamps, pois Alesi perdeu o controle do carro na Eau Rouge, o que forçou Hubert a sair da pista e o levou a ser atingido pelo carro de Juan Manuel Correa. Seu carro acabou sendo retido, e a equipe optou por fazer Boschung ceder seu carro para Alesi.
Na etapa seguinte, em Monza, Alesi iniciou uma reação que se estendeu até as duas etapas finais da temporada, em que ele só não conseguiu marcar pontos na corrida principal de Sochi. Ele terminou a temporada em 15º lugar, marcando 20 pontos, mas não conseguiu evitar que a Trident terminasse em último no campeonato de equipes.
Em 2020, Alesi se transferiu para a BWT HWA Team, sendo companheiro de Artem Markelov. O francês foi sexto colocado na corrida de abertura na Áustria, mas não conseguiu marcar pontos com a equipe nas corridas seguintes. Em setembro daquele ano, foi anunciada a sua transferência para a MP Motorsport, substituindo Nobuharu Matsushita e sendo novo companheiro de Felipe Drugovich. Pela equipe neerlandesa, Alesi voltou a ser sexto colocado, agora na corrida curta do Barém, que encerrou a temporada. Assim, Alesi encerrou a temporada na décima sétima colocação, com doze pontos.
Alesi não retornou para a F2 em 2021, e seu pai Jean fez fortes críticas à categoria, por conta dos custos exorbitantes, da ausência de um teto orçamentário e se queixou do valor da taxa da F2 não ter sido diminuído, mesmo com a pandemia de COVID-19.

### Fórmula 1
Em março de 2016, Alesi foi integrado na Ferrari Driver Academy (juntamente com o companheiro de GP3 Series, o piloto monegasco Charles Leclerc), alinhando-o com a mesma equipe que seu pai competiu no início dos anos 1990. Em janeiro de 2021, fez seu primeiro teste num carro de F1, ao pilotar a Ferrari SF71H da temporada 2018 juntamente com Marcus Armstrong. Logo em seguida, Alesi deixou oficialmente a FDA, e seu pai Jean comentou que era preciso "ser um bilionário e comprar uma equipe" para estar na F1, e que naquela época, as vagas estavam "bloqueadas" pelos pilotos ligados a Frédéric Vasseur e Christian Horner.

### Super Fórmula Lights
Após deixar a Fórmula 2 e a Ferrari Driver Academy, Alesi voltou sua atenção para o automobilismo asiático, se juntando à Super Fórmula Lights. O francês assinou com a TOM'S, correndo ao lado da dupla japonesa Kazuko Kotaka e Hibiki Taira. Com quatro vitórias e quatorze pódios, Alesi conquistou o 2º lugar no campeonato, perdendo para Teppei Natori por seis pontos.

### Super Fórmula
Alesi fez sua estreia na Super Fórmula em 25 de abril de 2021, substituindo Kazuki Nakajima na equipe TOM'S. O francês conseguiu uma pole em Autopolis sob chuva, tendo-a convertido em vitória, e se classificou em 11º lugar no campeonato de pilotos. Alesi permaneceu na TOM'S em 2022, pontuando apenas com um oitavo lugar em Fuji. Em 2023, pontuou novamente com um oitavo lugar em Suzuka, mas foi dispensado pela equipe em junho desse mesmo ano após uma série de resultados ruins; ele foi substituído por Ukyo Sasahara nas quatro rodadas restantes.

### Super GT

#### GT300
Alesi competiu na Super GT com a equipe Arto ao lado de Sean Walkinshaw na categoria GT300 em 2021.

#### GT500

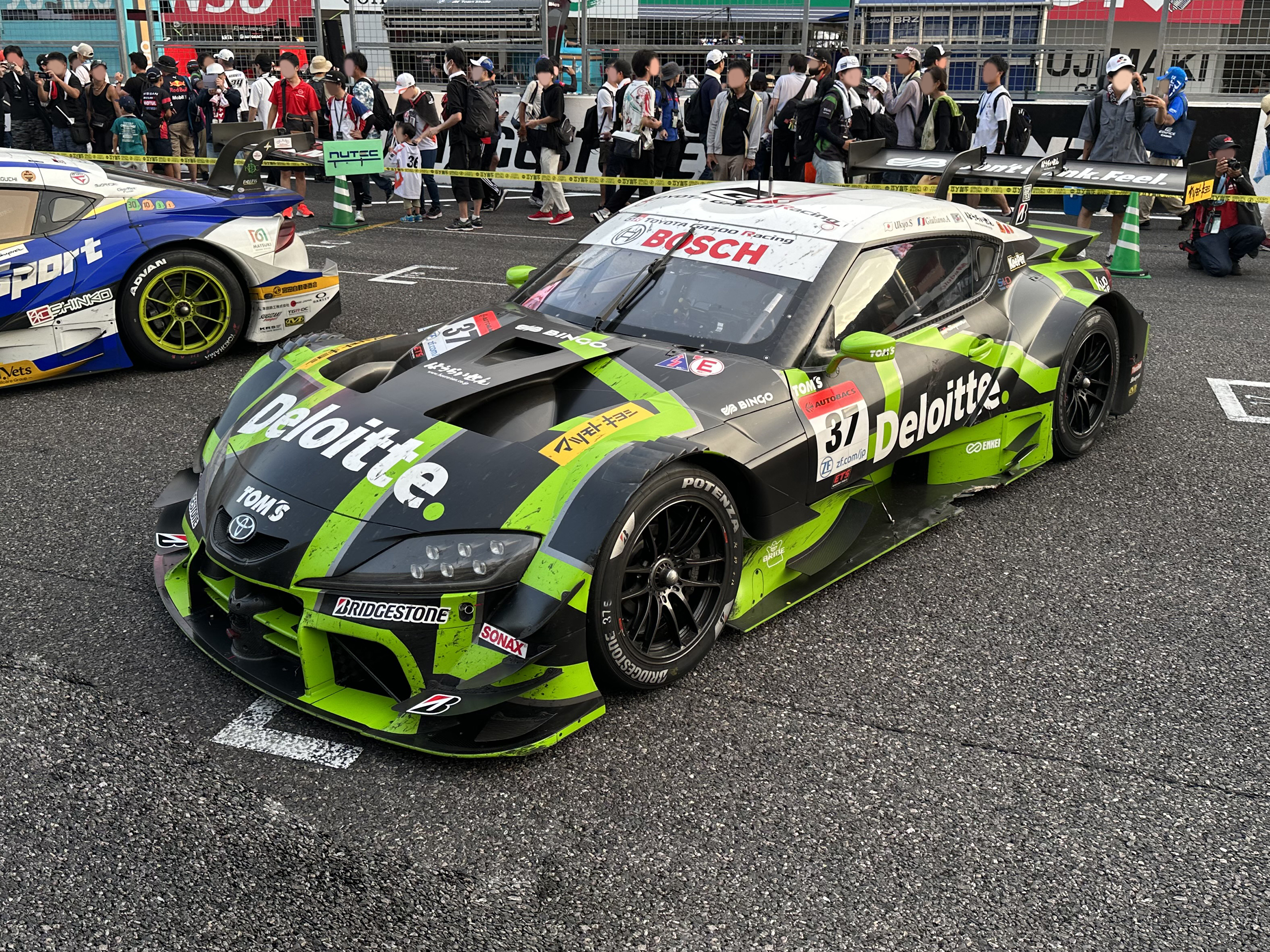
Carro nº 37 da Deloitte TOM's que Alesi pilotou em 2023

Em 2022, Alesi foi promovido à categoria GT500, juntando-se à equipe campeã de 2021, Toyota Team au TOM'S, ao lado de Sho Tsuboi. O francês substituiu Yuhi Sekiguchi, que se mudou para a SARD. O destaque da temporada foi um segundo lugar na primeira corrida de Fuji, que foi interrompida no meio devido a um grave acidente de Mitsunori Takaboshi.

Alesi trocou de lugar com Ritomo Miyata em 2023, agora correndo ao lado do ex-piloto da Honda, Ukyo Sasahara, no carro da Deloitte. Em 2024, Alesi conquistou duas vitórias em Suzuka e Sugo, se classificando em quinto lugar. O francês segue na TOM'S para 2025.